# دروپی (شخصیت کارتونی)
دروپی (به زبان انگلیسی: droopy) یک کاراکتر کارتونی که در سال ۱۹۴۳ توسط تکس اوری در کمپانی مترو گلدوین مایر خلق شد. او یک سگ با چهرهٔ پژمرده و خسته است و در بسیاری از انیمیشن‌های این کمپانی حضور دارد.